# Masiphya brasiliana
Masiphya brasiliana là một loài ruồi trong họ Tachinidae.